# 陳鳴珂
陳鳴珂（？—1645年），字鏘鳴、賡垣，山東東昌府濮州范縣人，明朝、南明政治人物。

## 生平
陳鳴珂是天啟七年（1627年）丁卯科山東鄉試第六十九名舉人，崇禎元年（1628年）戊辰科進士，授中書舍人，看到范縣亂象頻生，天下即將大亂，疏請文武兼全士尹，崇禎帝准其奏，但銓司因他未先行通報，以越位施以廷杖。後來改任梁山縣知縣，李青山在當地作亂，他與朝城縣人陳贊化力求整治。弘光元年（1645年）與倪嘉慶、曹景參、沈應旦、郭充、蔣鳴玉、劉天斗、左光明同時獲任命，起為刑科給事中，同年去世。

## 引用
1. 1 2  錢海岳《南明史·卷三十三·列傳第九》：安宗立，起（倪嘉慶）文選員外郎，改戶科給事中。察核直省錢糧，與曹景參、沈應旦、郭充、蔣鳴玉、劉天斗、左光明、陳鳴珂並命……鳴珂，字鏘鳴，范縣人。崇禎元年進士，中書舍人，直言受杖。改梁山知縣，遷刑科給事中。
2. ↑  嘉慶《范縣志·卷二·選舉》：陳鳴珂 字鏘鳴，天啟丁卯舉人，崇禎戊辰進士。授中書，陞刑科給事中，見人物。
3. ↑  嘉慶《范縣志·卷二·人物》：陳鳴珂，字賡垣，天啟丁卯領鄉薦，戊辰捷南宮，授中書，剛毅信果，每有天下之慮。見范邑上凌下逼，大亂將作，惄然有憂，乃指陳利害，疏請文武兼全士尹，范以已亂萌，天子可其奏，而銓司以未與先聞，乃請下其議，以越位廷杖之。未幾而李青山起於梁山，范之亂民揭竿應之，以榆園為淵藪，焚城郭，屠人民，禍延三十餘年莫可撲滅。向使丞從其議寧有是哉，時方以文飾相沿，心當怏怏，獨與陳君贊化共瀝肝膽以圖勷治，道忽以疾卒，未旬日垣中命下，天子方欲大用而年不永，悲哉。